# Francis Isoz
Pour les articles homonymes, voir Isoz.
 (octobre 2024).

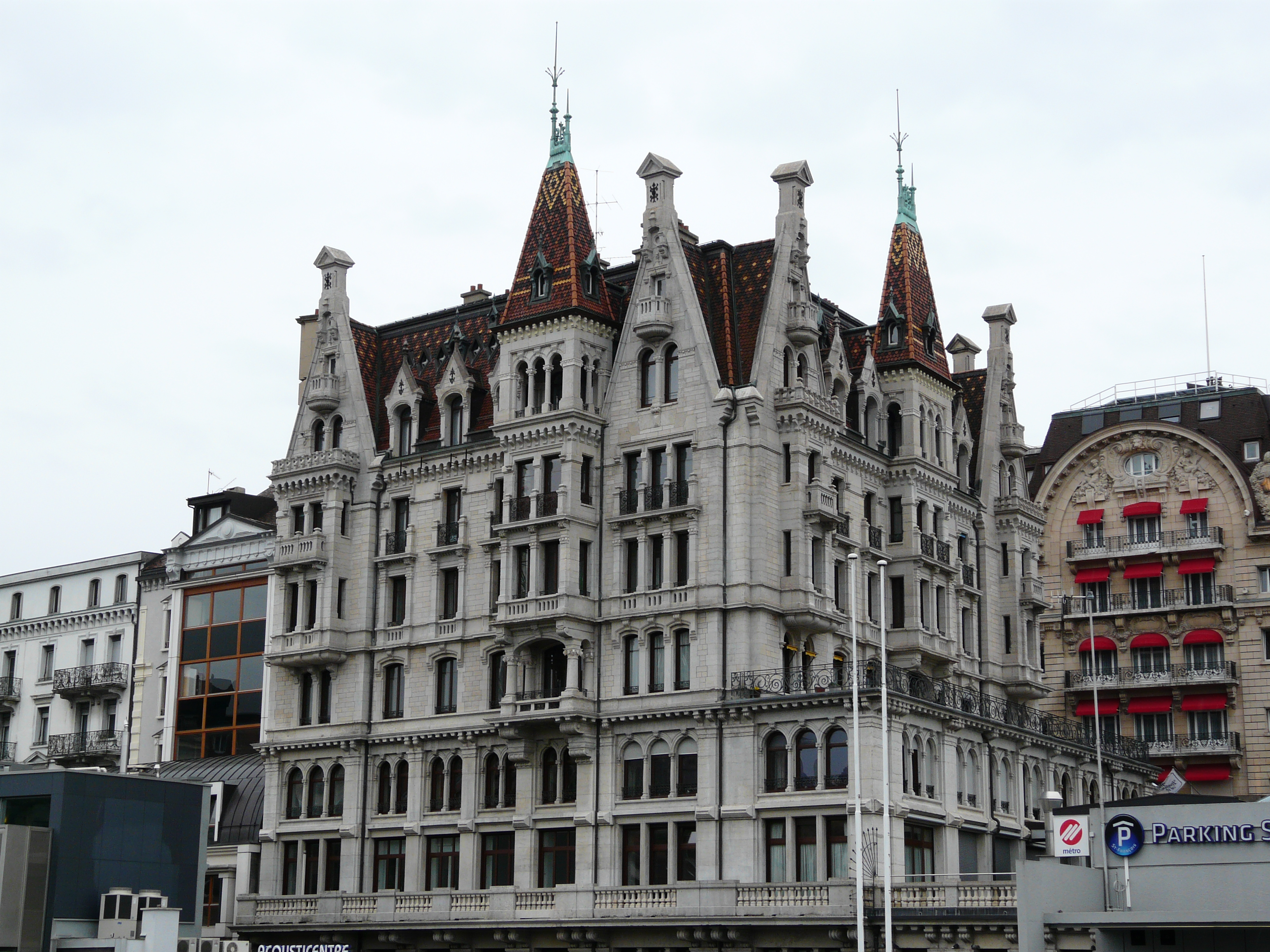
Lausanne, maison Mercier au Grand-Chêne

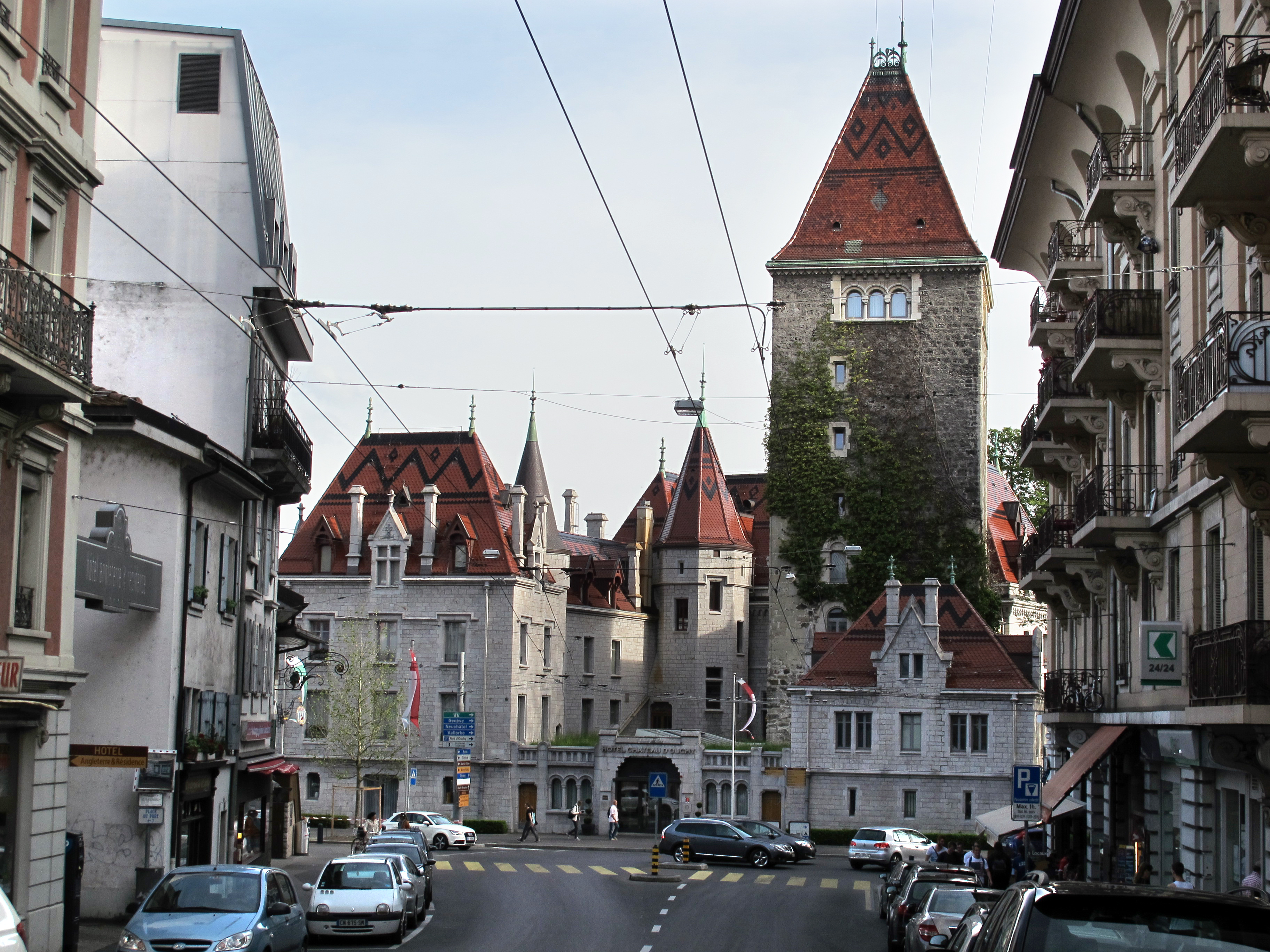
Lausanne, Ouchy, hôtel du château

Francis Isoz, né le 7 juin 1856 à Vevey et mort le 7 novembre 1910 à Lausanne, est un architecte vaudois.

## Biographie
Francis Isoz s'établit comme architecte à Lausanne en 1879. Jusqu'en 1900, il enseignera le dessin technique au gymnase scientifique de Lausanne où il institue un prix annuel portant son nom. 
Par son travail et son savoir-faire, il prend une large part à la transformation de Lausanne au tournant du siècle et construit une quarantaine d'édifices publics et commerciaux - notamment les bâtiments de la Banque cantonale vaudoise et du Crédit foncier vaudois - des maisons locatives, des villas, etc. Dans les années 1890, Jean-Jacques Mercier-Marcel lui confie la transformation du Château d'Ouchy en un hôtel de luxe et la construction de l'Hôtel Mercier au Grand-Chêne, donnant côté nord sur la place du Flon et le Lausanne-Ouchy de Mercier (1898-1900). Tous deux sont édifiés dans un style néo-gothique, la Maison Mercier, immeuble de rapport qui abrite des logements, des magasins, des entrepôts, etc., marque l'espace urbain comme le premier "sky-scraper" lausannois, doté de toutes les nouveautés (ascenseur, monte-charge, chauffage central à la vapeur et petite usine spéciale pour la production de chauffage électrique, etc). En 1896, Francis Isoz est chargé de la construction de l'aile des musées du Palais de Rumine sur les plans de Gaspard André et on lui doit en 1900 l'immeuble résidentiel « La France » (1900) (av. de Rumine 53) à Lausanne, dont le hall a été décoré par Otto Alfred Briffod.
Membre et président de jury dans de nombreux concours d'architecture en Suisse romande, Francis Isoz est également cofondateur et président du conseil d'administration du Bulletin technique de la Suisse romande et président de la Société vaudoise des ingénieurs et des architectes.
Francis Isoz meurt le 7 novembre 1910 à Lausanne.